# Megan Moody
Megan Janelle Moody (Frankston, 3 novembre 1983) è un'ex cestista australiana naturalizzata britannica, ala di 188 cm.

## Carriera

### Club
Ha giocato a pallacanestro a livello professionistico in Spagna, Italia, Turchia, Gran Bretagna e Stati Uniti d'America.
Dal 2002 al 2006 gioca nelle Golden Hurricane dell'University of Tulsa nella NCAA.
Nel 2006 firma come free agent nella WNBA con le Houston Comets, con le quali ha partecipato ad un training camp. Dopo l'esperienza negli Stati Uniti, per due stagioni gioca in Turchia e Spagna, vestendo le maglie di Fenerbahçe, Canarias e Seu D'Urgell.
Nella Serie A1 italiana ha vestito la maglia della Pallacanestro Ribera, che ha lasciato il 9 gennaio 2009.
Nella stagione 2009-10 è stata ingaggiata dalle Dandenong Rangers e nella stagione 2010-11 dalle Bendigo Spirit nella WNBL australiana.

### Nazionale
Ha giocato con la Gran Bretagna, partecipando alle qualificazioni per i FIBA EuroBasket Women 2007 e FIBA EuroBasket Women 2009.

## Statistiche
Dati aggiornati al 30 giugno 2009
| Stagione        | Squadra                 | Competizione | Partite | Partite | Partite | Statistiche tiro | Statistiche tiro | Statistiche tiro | Altre statistiche | Altre statistiche | Altre statistiche | Altre statistiche | Altre statistiche |
| Stagione        | Squadra                 | Competizione | Pres.   | Titol.  | Minuti  | Tiri da 2        | Tiri da 3        | Liberi           | Rimb.             | Assist            | Rubate            | Stopp.            | Punti             |
| --------------- | ----------------------- | ------------ | ------- | ------- | ------- | ---------------- | ---------------- | ---------------- | ----------------- | ----------------- | ----------------- | ----------------- | ----------------- |
| 2008-2009       | Banco di Sicilia Ribera | Serie A1     | 13      | 5       | 265     | 16/49            | 8/23             | 12/14            | 24                | 5                 | 7                 | 1                 | 68                |
| 2009-2010       | Dandenong Rangers       | WNBL         | 18      |         |         | 52/144           | 11/44            | 20/25            | 3                 | 0,7               |                   |                   | 7,5               |
| Totale carriera |                         |              |         |         |         |                  |                  |                  |                   |                   |                   |                   |                   |